# بلينيات الشكل
بلينيات الشكل (الاسم العلمي: Blenniiformes)، رتيبة أسماك من شعاعيات الزعانف. موائلها مياه البحر معتدلة الملوحة، وبعض أنواعها تعيش في المياه العذبة.